# Vanasushava pedata
Vanasushava pedata là một loài thực vật có hoa trong họ Hoa tán. Loài này được (Wight) P.K. Mukh. & Constance miêu tả khoa học đầu tiên năm 1974.